# Consistoire Krefeld

Französische Départements zur napoleonischen Zeit

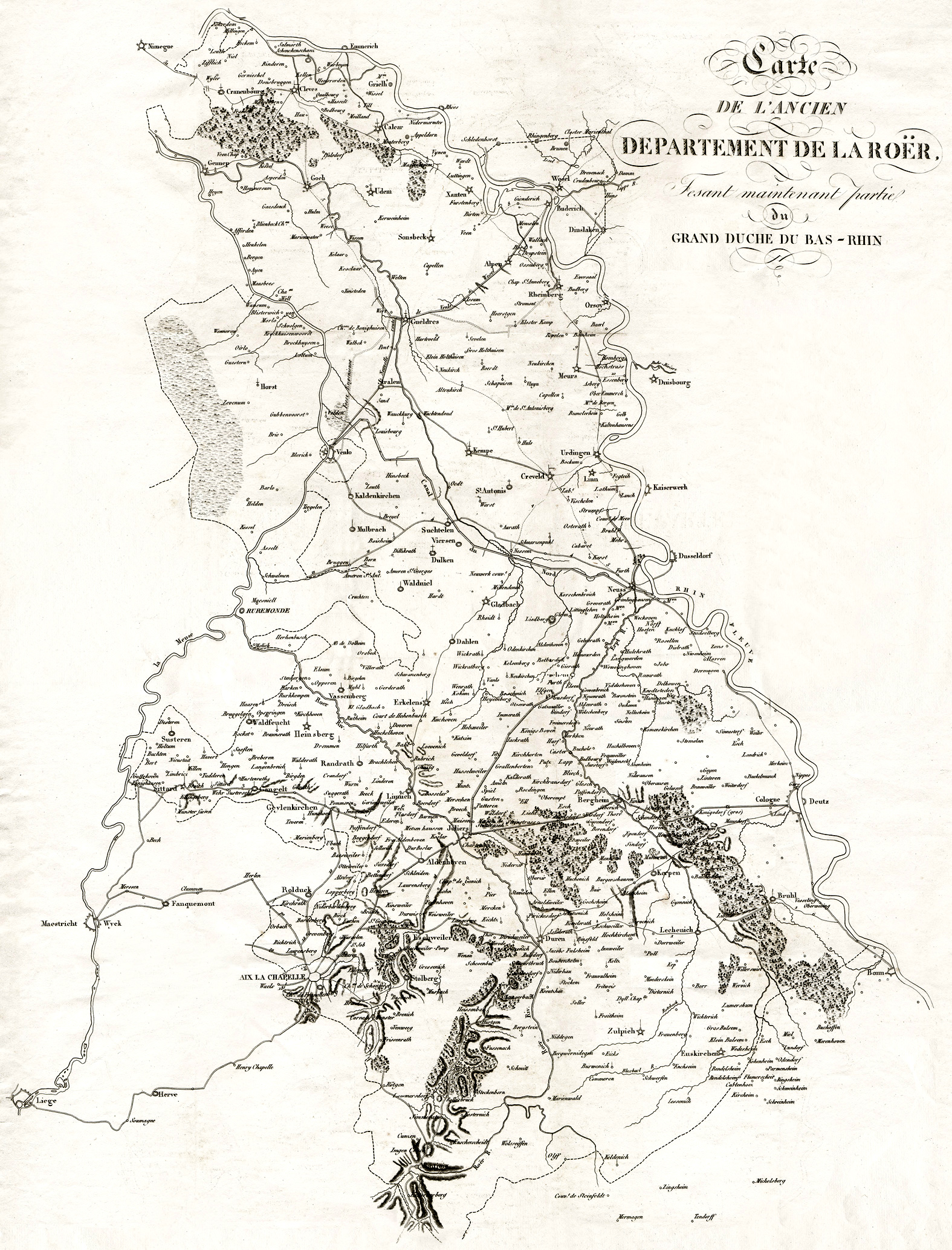
Das Département de la Roer

Das Consistoire Krefeld (deutsch: Konsistorium Krefeld), mit Sitz in der Stadt Krefeld, wurde wie das Consistoire central israélite und weitere zwölf regionale Konsistorien von Napoleon Bonaparte durch ein kaiserliches Dekret vom 15. März 1808 geschaffen. Die linksrheinischen Gebiete waren bis 1814 in das Territorium des französischen Staates eingegliedert.

## Aufgaben
Die Konsistorien, die einen halbstaatlichen Status erhielten, sollten nach protestantischem Vorbild die inneren Angelegenheiten der jüdischen Glaubensgemeinschaft regeln. Das Konsistorium hatte den Kultus zu verwalten, die Juden zur Ausübung nützlicher Berufe anzuhalten und den Behörden die jüdischen Rekruten zu benennen.
In der dreigliedrigen hierarchischen Struktur stand oben das Consistoire central israélite (Zentrales Konsistorium) in Paris, dem die regionalen Konsistorien (Consistoires régionaux) unterstanden, und diesen waren die einzelnen jüdischen Gemeinden (communautés juives) untergeordnet. Die Konsistorien hatten die Aufgabe, die Religionsausübung innerhalb der staatlichen Gesetze zu überwachen und die Steuern festzulegen und einzuziehen, damit die Organe der jüdischen Konfession ihre Ausgaben bestreiten konnten. Am Ende der französischen Herrschaft bestanden im späteren Deutschland sechs Konsistorien; Krefeld, Mainz, Koblenz (ab 1. Januar 1811 Bonn), Trier, Hamburg und Emden.
Jedes regionale Konsistorium besaß einen Großrabbiner und vier Laienmitglieder, die von den jüdischen Notabeln der angeschlossenen Gemeinden gewählt wurden. Der Großrabbiner vom Krefelder Konsistorium war Löb Carlburg.
Nach der Niederlage Napoleons 1814 wurden die linksrheinischen Gebiete auf dem Wiener Kongress neu aufgeteilt und fielen an Preußen.

## Gebiet
Das Konsistorium Krefeld war 1808 für die jüdischen Gemeinden folgender Départements zuständig:
- Dyle, 56 Personen
- Escaut, 56 Personen
- Jemappes, 20 Personen
- Lys, 3 Personen
- Meuse-Inférieure, 490 Personen
- Deux-Nèthes, 49 Personen
- Ourthe, 97 Personen
- Rur, 5.447 Personen; mit folgenden 4 Arrondissements:
  - Arrondissement Aachen, 1.416 Personen
  - Arrondissement Köln, 2.012 Personen
  - Arrondissement Krefeld, 1.571 Personen
  - Arrondissement Kleve, 485 Personen

1808 lebten in den Départements 6.218 jüdische Bürger (Citoyen).

## Gemeinden im Rur Departement (1806)
Die größte jüdische Gemeinde existierte in Krefeld und umfasste 160 Personen. Diese Stadt wurde daher auch Hauptort des Konsistoriums. Aachen hatte nur 60 jüdische Einwohner. Im Dorf Hottorf bei Linnich hingegen lebten 89 Juden.

## Preußische Zeit
Nach 1815 wurden die nunmehr zum Königreich der Niederlande gehörigen Gebiete Dyle, Escaut
Jemappes, Lys, Meuse-Inférieure, Deux-Nèthes, und Ourthe vom Krefelder Konsistorium abgetrennt. Dieses gehörte nun zum Königreich Preußen und bestand noch bis 1847.
Löb Carlburg übte bis zu seinem Tode 1835 das Amt des Oberrabbiners aus. Sein Nachfolger wurde Dr. Lion Ullmann († 1843). Am 6. August 1844 wurde Löb Bodenheimer zum Oberrabbiner gewählt und am 8. und 9. Mai 1845 in sein Amt eingeführt.
1845 existierten in der Rheinprovinz drei Konsistorien: Bonn, Trier, und Krefeld. Letzteres war das größte und umfasste fast ein Drittel der ganzen Rheinprovinz. Hier lebten ungefähr 10.000 Juden in circa 130 Gemeinden. Keine Gemeinde umfasste mehr als 500 Personen. Die größten Gemeinden waren Krefeld mit 80 Familien, dann folgten Aachen, Kleve, Goch, Frechen, Neuß, Kerpen, Wickerathberg, Bergheim und Langweiler. Viele Gemeinden waren so klein, dass sie gerade das notwendige Quorum (Minjan) von zehn im religiösen Sinne mündigen Juden stellen konnten, um den Gottesdienst in der Synagoge abhalten zu können.
1847 verabschiedete der erste vereinigte Preußische Landtag das Gesetz über die Verhältnisse der Juden und schaffte das Konsistorialsystem ab. Löb Bodenheimer war von nun an Rabbiner der jüdischen Gemeinde Krefeld. Sie umfasste den Kreis Krefeld. Den Titel Oberrabbiner behielt er ehrenhalber.